# Вторая гражданская война в Либерии
Вторая гражданская война в Либерии (англ. Second Liberian Civil War; 1999—2003) — вооружённый конфликт в Либерии между правительством страны и повстанческими группировками в 1999—2003 годах. Война завершилась победой повстанческих группировок и бегством из страны президента Чарльза Тейлора. В Либерию были введены миротворцы ООН и было создано временное правительство. В ходе войны сотни тысяч человек погибли или стали беженцами.

## Предпосылки
В 1996 году завершилась первая гражданская война в Либерии. Мирное соглашение предусматривало проведение всеобщих выборов в стране. 19 июля 1997 года в Либерии прошли президентские выборы, победу на которых одержал Чарльз Тейлор, набравший 75,33 % голосов избирателей. Избирательная кампания в его поддержку проходила под лозунгом: «Чарльз Тейлор убил моего отца, убил мою мать, но всё равно я проголосую за него»(англ. He killed my ma, he killed my pa, but I will vote for him, другой вариант перевода — «Он убил мою маму. Он убил моего папу. Я голосую за него»).
После проведения президентских выборов возврат к мирной жизни продолжался недолго. Уже в начале 1999 года вооружённая оппозиция, поддерживаемая Гвинеей и Сьерра-Леоне, начала готовиться к боевым действиям против режима Тейлора.

### Противоборствующие стороны
В первой половине 1999 года вооружённые повстанческие группировки начали вторжение на территорию страны из соседней Гвинеи. Гвинея активно поддерживала эти группировки, став главным источником военной и финансовой помощи повстанцам. К июлю 2000 года эти группы образовали группировку «Объединённые либерийцы за примирение и демократию» (ОЛПД) (англ. «Liberians United for Reconciliation and Democracy» (LURD)) во главе с Секу Коннех. Против повстанцев Тейлор привлёк некоторое число иррегулярных войск (в основном бывших членов своей группировки «Национальный патриотический фронт Либерии» (англ. National Patriotic Front of Liberia (NPFL)), армию и специализированные подразделения (Анти-террористическая группа).

## Ход войны

### Начало войны
Либерия была втянута в сложный трёхсторонний конфликт с соседними Сьерра-Леоне и Гвинеей. Президент Либерии Тейлор активно поддерживал повстанческие группировки в Сьерра-Леоне в гражданской войне. В ответ на это Сьерра-Леоне, США, Великобритания и Гвинея поддерживали повстанческие группировки, боровшиеся против Тейлора. В результате этого мировое сообщество обвинило Тейлора в поддержке сьерра-леонских повстанцев. В январе 2001 года Совет Безопасности ООН ввёл против Либерии санкции; при этом в докладе ООН сообщалось, что Тейлор «по-прежнему подпитывает конфликт в Сьерра-Леоне», поставляя повстанцам оружие в обмен на алмазы.

### Разгар войны
В результате международных санкций и помощи со стороны Гвинеи и Сьерра-Леоне либерийские повстанцы начали теснить правительственные войска. 8 февраля 2002 года Тейлор объявил о введении в Либерии чрезвычайного положения. В середине февраля 2002 года подразделения LURD подошли к столице Монровии на расстояние в 44 километра. Повстанцы также проводили рейды против правительственных сил в юго-западной части страны. За первую половину 2002 года повстанцы совершили рейды в Боми, Бонг, Монтсеррадо и установили контроль над многими населёнными пунктами в этих графствах. В сентябре 2002 года, после того как правительственным войскам удалось отбить город Бополу, чрезвычайное положение было отменено.
В начале 2003 года в южную часть страны из Кот-д’Ивуара вторглась вооружённая группировка «Движение за демократию в Либерии» (англ. «Movement for Democracy in Liberia» (MODEL)). Это привело к тому, что либерийское правительство контролировало только 1/3 часть страны. Несмотря на временные неудачи, LURD контролировало северную часть Либерии и угрожало столице. В марте 2003 года повстанцы начали наступление на столицу, контролировавшуюся силами Тейлора.
Обострение обстановки в Либерии привело к созыву мирной конференции под председательством президента Ганы и главы ЭКОВАС Джона Куфуора. В мае 2003 года Совбез ООН продлил и расширил действие санкций, а 4 июня Специальный суд по Сьерра-Леоне издал международный ордер на арест Тейлора, назвав его военным преступником и обвинив в массовых убийствах и пытках мирных жителей в Сьерра-Леоне, а также за захват заложников, изнасилования и сексуальное рабство. 3 июля президент США Джордж Буш призвал Тейлора уйти в отставку. 18 июля 2003 года подразделения повстанцев начали осаду Монровии. Артиллерийские обстрелы города привели к гибели мирных жителей и большому числу беженцев. 19 июля отряды LURD подвергли массированному артиллерийскому обстрелу северо-западные окраины столицы, захватили стратегически важный мост Сент-Пол и развернули ожесточённые бои с правительственными войсками в районе морского порта. Повстанцы приблизились к центру столицы на расстояние 5 километров. Вечером 28 июля «Движение за демократию в Либерии» (MODEL) захватила второй по величине город страны Бьюкенен.

### Завершение войны
В 2002 году Лейма Гбови организовала массовое движение либерийских женщин за мир (англ.). Оно началось с небольшой группы женщин, молящихся и поющих на рыбном рынке. Со временем в движение вовлекалось всё больше христианок и мусульманок Монровии. Под руководством Гбови движению удалось добиться встречи с Тейлором и добиться от него обещания присутствовать на мирных переговорах в Гане.
29 июля 2003 года LURD объявило о прекращении огня. В это же время под эгидой ЭКОВАС в страну были введены нигерийские миротворцы. 10 августа 2003 года президент Тейлор обратился по радио к согражданам, закончив речь словами: «Даст Бог, я ещё вернусь». 11 августа накануне подписания мирного соглашения Тейлор вышел в отставку и бежал в Нигерию, где ему предоставили политическое убежище.

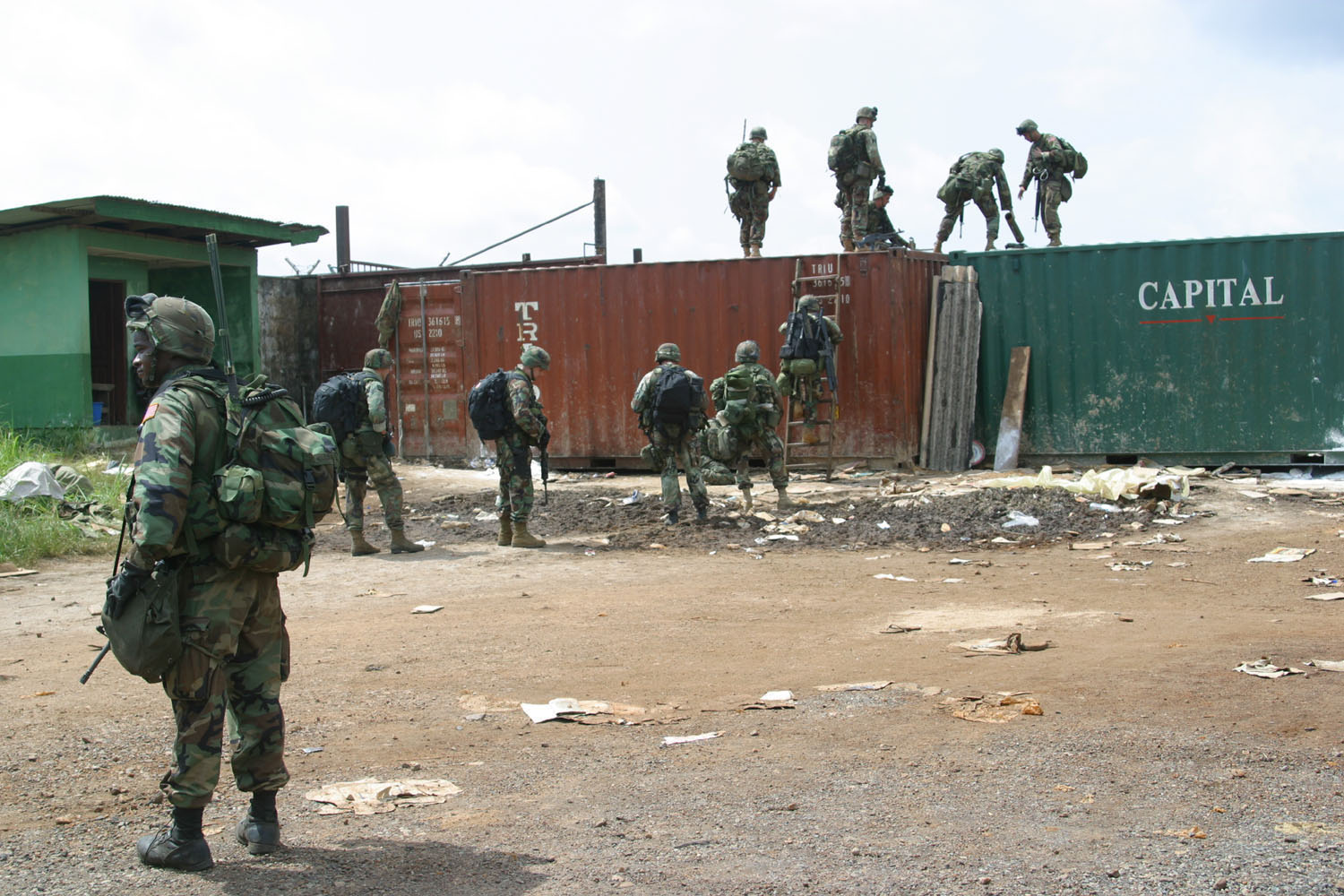
Морские пехотинцы США, высадившиеся в порту Монровии на острове Бушрод 15 августа 2003 года

14 августа повстанцы сняли осаду Монровии. В период осады столицы с 18 июля по 14 августа было убито около 1000 человек. 200 американских военнослужащих высадились в столице для поддержки нигерийских миротворцев и наведения послевоенного порядка. 14 октября 2003 года было создано Временное правительство, которое контролировало лишь 20 % территории страны.

## Последствия и миссия ООН
В ходе конфликта, по разным оценкам погибло от 50 000 до 300 000 человек. 11 сентября 2003 года Генеральный секретарь ООН Кофи Аннан предложил развернуть в Либерии миротворческую миссию ООН для выполнения достигнутого в Аккре мирного соглашения. 19 сентября резолюцией Совета Безопасности ООН 1509 была создана Миссия ООН в Либерии. В состав миссии вошли 15 000 человек, включая военных и гражданских сотрудников: миротворцы, полицейские, а также политические советники и сотрудники гуманитарных организаций. Основной задачей миссии стало налаживание мирной жизни, разоружение различных вооружённых группировок и поддержание хрупкого мира в Либерии.